# 아카기네촌
아카기네촌(일본어: 赤城根村)은 일본 군마현 도네군에 설치되었던 촌이다. 현재의 누마타시에 해당한다.